# Odontozona spinosissima
Odontozona spinosissima is een tienpotigensoort uit de familie van de Stenopodidae. De wetenschappelijke naam van de soort is voor het eerst geldig gepubliceerd in 1981 door Kensley.